# Baklai Temengil
Baklai Temengil, née le 23 octobre 1966, est une administratrice, sportive et femme politique des Palaos. Elle est depuis 2013 la ministre des Affaires communautaires et de la culture dans le gouvernement des Palaos. Elle devient en 2017 membre du Comité international olympique et elle est la première femme vice-présidente des Comités nationaux olympiques d'Océanie.

## Jeunesse, formation
Baklai Temengil naît le 23 octobre 1966. Elle suit une formation sportive à l'Australian Institute of Sport et siège au Comité international olympique. Bakali Temengil suit également une formation à la diplomatie, assurée par le ministère d'État des Palaos.

## Carrière
Au début de sa carrière, Baklai Temengil est administratrice aux Palaos et aux États-Unis. Elle travaille d'abord au sein de l'administration du Contrôle des comptes aux Palaos de 1987 à 1989, puis travaille à Washington DC. Elle assure ensuite des missions de représentation et de liaison jusqu'en 1995, puis retourne aux Palaos en qualité d'assistante administrative du vice-président des Palaos jusqu'en 1997.
En marge de sa réussite dans la carrière administrative, Baklai Temengil participe à des épreuves de canoë aux Jeux de la Micronésie de 1998 et aux Jeux du Pacifique Sud de 1999, représentant les Palaos. Elle dirige ensuite l'équipe olympique des Palaos aux Jeux olympiques d'été de 2000, à Sydney. Elle participe en outre aux Jeux du Pacifique de 2011 en pirogue à balancier.
Baklai Temengil commence sa carrière publique en 2001 comme élue au Comité national olympique des Palaos et en devient la secrétaire générale. En 2013, elle est nommée ministre des Affaires communautaires et culturelles des Palaos. En avril 2017, elle devient la première femme à devenir vice-présidente des Comités nationaux olympiques d'Océanie. La même année, elle est élue au Comité international olympique.